# Sunspot (Nouveau-Mexique)
Pour les articles homonymes, voir Sunspot.
Sunspot est une localité américaine située dans le comté d'Otero, au Nouveau-Mexique. Elle est située dans les monts Sacramento au sein de la forêt nationale de Lincoln.